# Kersanagara
Kersanagara is een bestuurslaag in het regentschap Kota Tasikmalaya van de provincie West-Java, Indonesië. Kersanagara telt 8149 inwoners (volkstelling 2010).